# 1V-LSD
1V-LSD（学名：1-戊酰基-D-麦角酸二乙酰胺）是一种有机化合物，化学式为C25H33N3O2。它是一种精神药物及用于科研的迷幻药物。它是天然麥角酸的人工合成的衍生物，是LSD的结构类似物。它从2022年起被德国管制，2024年7月1日起被中华人民共和国管制。

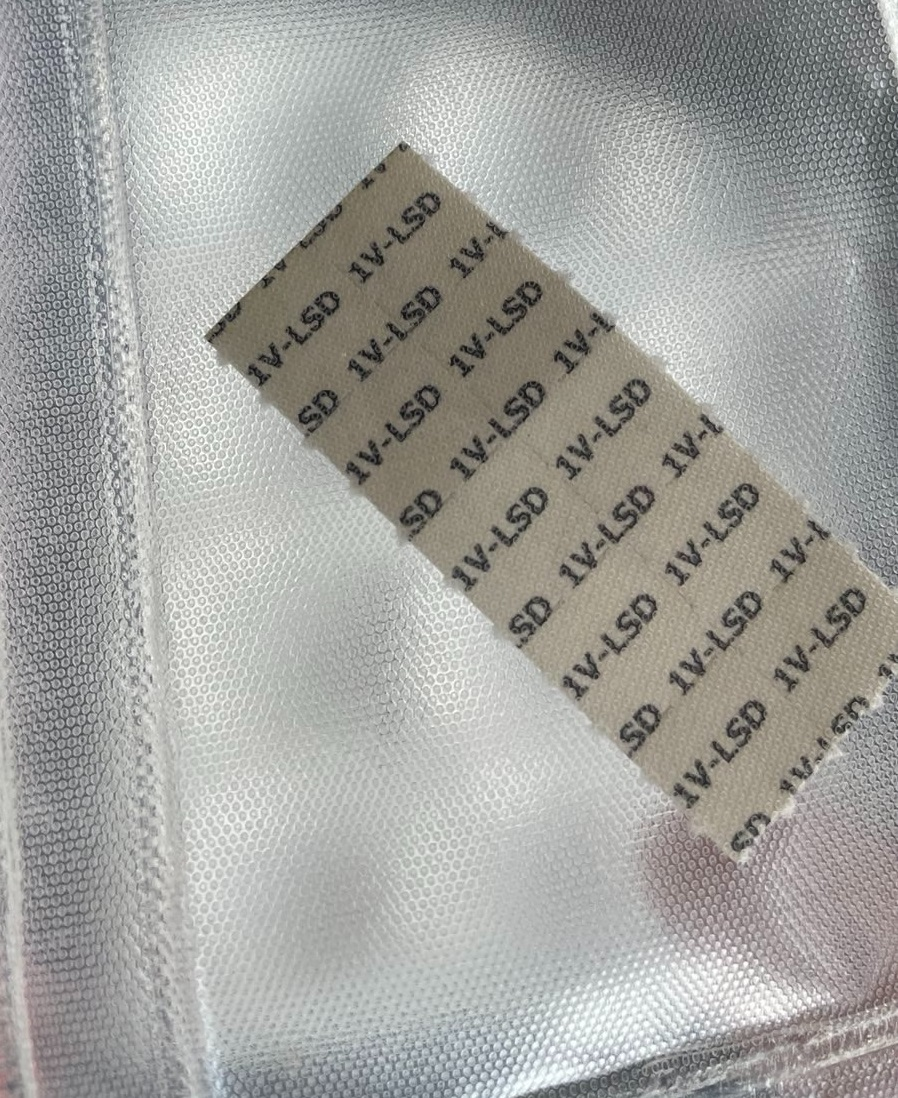
1V-LSD的条形吸墨纸